# Castelo de Guirbaden

Planta do castelo de Guirbaden

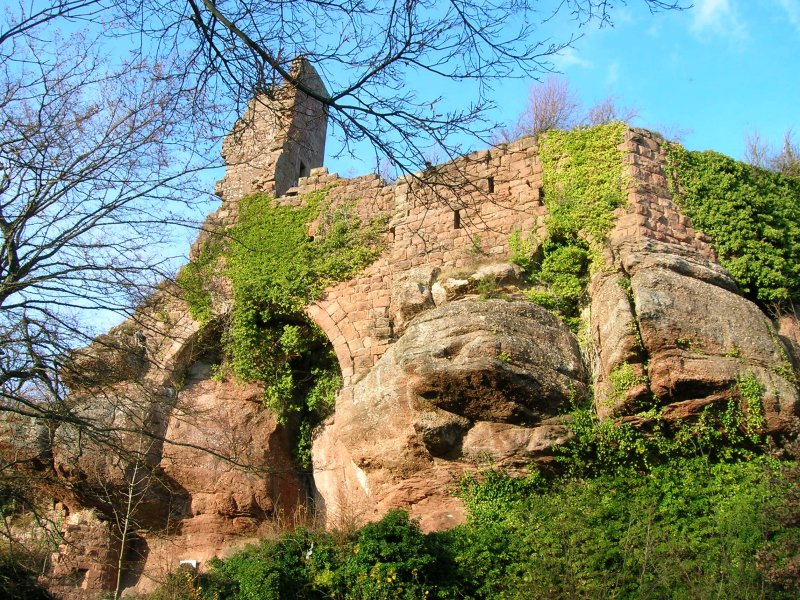
Castelo de Guirbaden

O Castelo de Guirbaden (ou Girbaden) é um castelo em ruínas na comuna de Mollkirch em Bas-Rhin, na França.
Situa-se na floresta de Guirbaden, perto da aldeia de Mollkirch, na margem esquerda do rio Magel, a uma altitude de 565 m. O castelo cobre uma área maior do que qualquer outro na Alsácia. Datando do século XI, ao longo de mais de 500 anos sofreu vários ataques, destruições e reconstruções.
Uma propriedade privada, está classificado desde 1898 como monumento histórico pelo Ministério da Cultura da França .